# Шмаров, Юрий Борисович
Юрий Борисович Шмаров (1898, Москва, Российская империя — 1989, Москва, СССР) — русский и советский генеалог, коллекционер и юрист.

## Биография
Родился в Москве 11 марта 1898 года в семье юриста Бориса Михайловича Шмарова (1872—1943), служившего в Московском окружном суде; мать — Ольга Петровна, урождённая Яковлева (1876—1964) — происходила из тамбовских дворян. В 1906 году отец получает назначение во Владимир, в том же году Юрий поступает во Владимирскую гимназию. В июле 1913 года отца переводят на должность товарища председателя Тамбовского окружного суда, и семья Шмаровых переезжает в Тамбов. Юрий продолжил учёбу в Тамбовской губернской гимназии, которую окончил в мае 1917 года. С июля по 26 октября 1917 годы был вольноопределяющимся 13-го Нарвского гусарского полка, дислоцированного тогда в Тамбове, затем поступил на юридический факультет Московского университета, который он окончил в 1923 году.
С 1924 по 1930 год работал в Московском уголовном розыске, откуда был уволен из-за дворянского происхождения. Затем занимал должность юрисконсульта в Наркомземе.
С начала 1920-х годов состоял в организованной при Историческом музее Комиссии по изучению старой Москвы, был членом правления Общества изучения русской усадьбы, собирал библиотеку по русской истории, генеалогии и геральдике.
Был 17 апреля 1933 года арестован и затем был осужден Судебной тройкой постоянного представительства ОГПУ Московской области на пять лет лагерей по ст. 58 п. 10-11. Арестованные по этому делу (17 человек) обвинялись в создании «контрреволюционной фашистской организации», их объединяло только то, что они жили в поселке Новогиреево (под Москвой) и относились к «бывшим». Срок отбывал в Ухто-Печорском лагере. Выйдя из лагеря 20 января 1937 года, остался на Печоре, где работал юрисконсультом на строительстве, что, вероятно и спасло его от нового ареста и гибели.
В 1956 году был реабилитирован и вернулся в Москву. Жил и работал в старинном особняке на улице Рылеева, 15 (ныне — Гагаринский переулок). С начала 1960 годов до своей смерти работал в Библиотеке имени Максима Горького, где занимал должность руководителя историко-краеведческого кружка. В 1960—-1980-е годы его знали многие историки, литературоведы, кинематографисты, музейные работники. В частности, он предоставлял историческую информацию о Тамбове для А. Солженицына. Он был членом фондово-закупочной комиссии музея-панорамы «Бородинская битва».
Скончался 10 ноября 1989 года в Москве. Похоронен на кладбище в Кирсанове, по его личному завещанию, там, откуда происходили его предки.
Коллекция Шмарова, ранее завещанная библиотеке им. В.И. Ленина, была передана Государственному музею А.С. Пушкина, где на её основе был образован единственный в СССР отдел генеалогии. Она состояла их двух частей: родословные досье (2200 единиц хранения) и 13 000 дворянских портретов XVIII—XX веков.

## Сочинения
- Особняк в Гагаринском переулке // «Памятники Отечества». — 1983. — № 1.
- Воспоминания, в сборнике: Летопись Историко-родословного общества в Москве. Вып. 1. — М., 1993.